# 细牛毛藓
细牛毛藓（学名：Ditrichum flexicaule）为牛毛藓科牛毛藓属下的一个种。